# Bogdan Bogdanović
Bogdan Bogdanović (Beograd, 20. kolovoza 1922. – Beč, 18. lipnja 2010.) bio je srpski arhitekt, graditelj, umjetnik, filozof, profesor Beogradskog sveučilišta, gradonačelnik Beograda od 1982. do 1986. godine. Značajan je arhitekt memorijalne arhitekture, spomen-obilježja podignutih u drugoj polovici 20. stoljeća, žrtvama fašizma u Drugom svjetskom ratu, širom SFR Jugoslavije. Najznačajniji spomenici Bogdana Bogdanovića nalaze se u Beogradu, Jasenovcu, Garavicama, Prilepu, Mostaru, Kruševcu i Leskovcu.

## Značaj
Pojava Bogdan Bogdanovića na arhitektonskoj sceni Srbije je podjednako značajna za arhitekturu i za skulpturu. On unosi u skulpturu arhitekturalnost, koja zamjenjuje prevladavajuću figurativnost. Također, kompozicija arhitektonskog kompleksa kod njega postaje značajnija od kompozicije samog spomenika. Njegovi spomenici izviru iz samog pejzaža i predstavljaju arhitektonsku cjelinu s prirodom i okruženjem u kojem se nalaze.
Bogdanović je individualist, okrenut izvanvremenskim povijesnim uzorima. Ono što je nesumnjivo i nesporno je da je Bogdanović jedan od najkolosalnijih autora sa ovih prostora, da su njegova djela bezvremena, odnosno, svevremena, da su nastala ne pod utjecajem trenda ili stila, već iz dubine autorove kreativne osobnosti.
Bogdanović je također bio vrlo značajan pisac. Njegovo djelo na tom polju predstavlja ga kao izuzetnog esejista, analitičara ali i kao pripovjedača. Međunarodno su značajni njegovi brojni radovi o gradovima i arhitekturi sa mitologističkim i simbolističkim pogledima i o „ljudskoj unutrašnjoj arhitekturi“. Napisao je 25 knjiga i pisao tekstove u raznim časopisima kao „El Pais“ i „Die Zeit“ iz oblasti arhitekture i urbanizma. Njegove knjige su stilski i žanrovski vrlo različite, ali imaju jedno zajedničko u sebi: ogroman naboj duha, koncentraciju energije koju nose sobom i prenose je na čitatelje. Bogdanović je intenzivno pisao, ali je svoje knjige izdavao izvan granica Srbije, u Austriji, Mađarskoj, Hrvatskoj, Češkoj.
Iako je bio jedan od kulturnih stožera srpske arhitekture i kulture uopće, Bogdanović je, kao i njegovi veliki prethodnici, u svojoj karijeri imao neprestane uspone i padove. Bio je veliki protivnik nacionalizama svih vrsta i razaračkih politika koje su krajem 1980-ih i početkom 1990-ih zahvatile dobar dio tadašnje Jugoslavije i time neizbježno došao u sukob s režimom Slobodana Miloševića. Bojkotirali su ga njegovi kolege profesori na fakultetu, čak je bio i „isključen“ sa mjesta predavača na Arhitektonskom fakultetu u Beogradu. U revoltu je napustio članstvo u Srpskoj akademiji znanosti i umjetnosti. U razdoblju ratnih previranja, država mu je oduzela objekte u kojima je vodio Ljetnu školu arhitekture u Malom Popoviću. Nedugo zatim bio je prisiljen napustiti zemlju, nakon čega se, rezigniran, nastanio u Beču kao politički emigrant.
Osnovao je Seosku školu za filozofiju arhitekture u Malom Popoviću, nadomak Beograda, od milja nazvanu „Mistrija pod orahom“. „Zelena kutija” je knjiga-kutija sa ceduljicama, bilješkama iz njegovog života, poslije sukoba sa Slobodanom Miloševićem.
Živio je sa svojom suprugom u egzilu u Beču od 1993. godine, a od vlade Austrije je dobio nagradu za životno djelo.
Iako je kršten, njegovi posmrtni ostaci kremirani su u Beču, dok je urna sa pepelom smještena na Židovsko groblje u Beogradu. Posmrtni ostaci njegove supruge Ksenije, koja je preminula 2017. godine, nalaze se na istom mjestu.

## Ostvarenja
Neka od Bogdanovićevih najznačajnijih arhitektonskih ostvarenja su:
- Spomenik židovskim žrtvama fašizma, Beograd 1951.-1952.
- Stambeno naselje Hidrotehničkog instituta, Avala, Beograd, 1952.-1953.
- Spomen-groblje žrtvama fašizma, Srijemska Mitrovica, 1959.-1960.
- Partizansko spomen-groblje, Mostar 1959.-1965.
- Spomen-park Slobodište, Kruševac, 1960.-1965.
- Spomenik srpskim i albanskim partizanima palima u NOB-u, Kosovska Mitrovica, 1960.-1973.
- Spomenik palim borcima NOB-a, Prilep, 1961.
- Spomen-park palim borcima u oslobodilačkim ratovima 1804.-1945. (1804.-1815., 1876.-1878., 1912., 1914.-1918., 1941.-1945.), Knjaževac, 1961.-1971.
- Spomenik Kameni cvijet, Jasenovac, 1966.
- Spomen kompleks Palim borcima Revolucije, Štip, 1969.-1974.
- Spomen-park Garavice, Bihać, 1969.-1981.
- Spomen područje i mauzolej palih boraca, Čačak, 1970.-1980.
- Grupni kenotafi palih boraca, Bela Crkva, 1971.
- Nekropola žrtvama fašizma, Novi Travnik, 1971.-1975.
- Spomen-park Revolucije, Leskovac, 1971.
- Spomenik strijeljanim rodoljubima i Romima, Arapova dolina, Leskovac, 1971.
- Spomenik Slobodi, Ivangrad, 1972.-1977.
- Spomenik palim borcima za slobodu, Vlasotince, 1973.-1975.
- Adonisov oltar, Labin, 1974.
- Spomen-park Dudik, Vukovar, 1978.-1980.
- Spomen park palih boraca NOB-a, sudionika Popinske borbe, Štulac, Vrnjačka Banja, 1979.-1981.
- Grobnica Dušana Petrovića - Šaneta, Aranđelovac, 1980.
- „Čuvar slobode” (Spomenik poginulim partizanima u obrani Klisa 1943.), Klis, 1987. (uništen 1996. godine)

## Najznačajnija djela

### Na srpskom jeziku
- Mali urbanizam (1958.)
- Zaludna mistrija: doktrina i praktika bratstva zlatnih (crnih) brojeva (1963.)
- Urbanističke mitologeme (1966.)
- Urbs i logos: ogledi iz simbologije grada (1976.)
- Povratak grifona: crtačka heuristička igra po modelu Luisa Karola propraćena uvodnim ogledom Ljerke Mifke (1978.)
- Gradoslovar (1982.)
- Eeji: epistoralni eseji (sa Radom Iveković, 1986.)
- Krug na četiri ćoška (1986.)
- Mrtvouzice: mentalne zamke staljinizma (1988.)
- Knjiga kapitela (1990.)
- Grad kenotaf (1993.)
- Grad i smrt (1994., na njemačkom 1993.)
- Ukleti neimar (2001, na njemačkom 1997.)
- Grad i budućnost (2001, na njemačkom 1997.)
- Glib i krv (2001.)
- O sreći u gradovima (2007., na njemačkom 2002.)
- Tri ratne knjige (Grad i smrt; Srpska utopija; Grad i budućnost, 2008.)
- Platonov tajni roman: Platonov gradoslovni nauk (2008.)
- Zelena kutija: knjiga snova (2009., na njemačkom 2007.)

### Na njemačkom jeziku
- Die Stadt und der Tod, Wieser Verlag, Klagenfurt - Salzbourg. 1993., isbn=978-3-85129-090-5
- Architektur der Erinnerung. Wieser Verlag, Klagenfurt. 1994., isbn=978-3-85129-130-8
- Der verdammte Baumeister: Erinnerungen, Zsolnay Verlag, Vienne 1997/. 2002., isbn=978-3-552-04846-1
- Die Stadt und die Zukunft, Wieser Verlag, Klagenfurt - Salzbourg. 1997., isbn=978-3-85129-201-5
- Vom Glück in den Städten, Zsolnay Verlag, Vienne. 2002., isbn=978-3-552-05178-2
- Die grüne Schachtel: Buch der Träume, Zsolnay Verlag, Vienne. 2007., isbn=978-3-552-05394-6
- Memoria und Utopie in Tito-Jugoslawien. Wieser Verlag, 2009., 978-3-85129-834-5

## Foto-galerija
- Spomen obilježje „Kameni cvijet“ u Jasenovcu
- Spomen-park Dudik, Vukovar
- Spomenik palim borcima revolucije, Vlasotince.
- Spomen-park Revolucije, Leskovac
- Spomenik palim borcima NOB-a, Prilep
- Slobodište, Kruševac

## Vanjske poveznice
- „Glas Javnosti“: „Ko je sve bio gradonačelnik jugoslovenske prestonice od 1944. godine do danas“
- Vom Glück in den Städten, Beitrag des Deutschlandfunks vom 5. Juli 2002 zur Veröffentlichung des gleichnamigen Buchs mit biografischen Angaben
- Architekt einer idealen Stadt, Autorenporträt aus dem Jahr 2000 auf www.fruehjahrsbuchwoche.de  Arhivirana inačica izvorne stranice od 29. srpnja 2021. (Wayback Machine)
- Životopis na stranici SANU
- Preminuo Bogdan Bogdanović („Politika“, 19. lipnja  2010.)
- Graditelj sa magičnim šestarom („Politika“, 20. lipnja 2010.)
- Vatra Bogdana Bogdanovića („Politika“, 19. veljače 2011.)
- Bogdan Bogdanović: „Srbi su u ovom ratu izgubili dušu i čast” (intervju iz 1995.)  Arhivirana inačica izvorne stranice od 13. ožujka 2023. (Wayback Machine)
- Spomen-tabla u čast Bogdana Bogdanovića („Politika”, 20. lipnja 2017.)
- Pejzažni koncepti Bogdana Bogdanovića („Politika”, 19. listopada 2022.)
- Neuhvatljivi šarmer, borac za arhitekturu i alhemičar neuhvatljivih granica („Politika”, 30. prosinca 2022.)
- BOGDANOVI SPOMENICI INSPIRIŠU I STRANCE: Monumentalna dela našeg arhitekte interesuju studente širom sveta („Večernje novosti”, 8. siječnja 2023.)